# チュルリョーニス (小惑星)
チュルリョーニス (2420 Čiurlionis) は、小惑星帯の小惑星。1975年にクリミア天体物理天文台でニコライ・チェルヌイフが発見した。
ポーランド育ちのリトアニア人画家・作曲家、ミカロユス・チュルリョーニス (Mikalojus Konstantinas Čiurlionis) から名付けられた。